# European Archives of Psychiatry and Clinical Neuroscience
European Archives of Psychiatry and Clinical Neuroscience (Archives européennes de psychiatrie et des sciences neurologiques), est une revue médicale à comité de lecture paraissant 8 fois par an, éditée par Springer Science + Business Media .

## Histoire
Le journal est créé en 1868 par le neurologue et psychiatre allemand Wilhelm Griesinger sous le titre Archiv für Psychiatrie und Nervenkrankheiten. À partir de 1869, ses rédacteurs en chef sont Bernhard von Gudden et Carl Friedrich Otto Westphal .
Sa parution est interrompue trois ans, de 1944 à 1947, date à laquelle il fusionne avec une autre revue couvrant le même domaine, le Zeitschrift für die gesamte Neurologie und Psychiatrie, publié indépendamment depuis 1910. Le journal fusionné reprend la numérotation des volumes de ce dernier journal.
De 1984 à 1989, la revue change son nom en European Archives of Psychiatry and Neurological Sciences, avant de prendre son titre actuel en 1990.

## Abstracts et indexation
Les abstracts des articles publiés sont indexées dans :
- Science Citation Index
- PubMed/Medline
- Scopus
- PsycINFO
- EMBASE
- Academic OneFile
- Academic Search
- Current Contents/Life Sciences
- Current Contents/Clinical Medicine

Selon le Journal Citation Reports, son facteur d'impact était de 3,525 en 2014.